# Nymphon macquariensis
Nymphon macquariensis is een zeespin uit de familie Nymphonidae. De soort behoort tot het geslacht Nymphon. Nymphon macquariensis werd in 1995 voor het eerst wetenschappelijk beschreven door Child. 